# Тутхалян, Седа Гургеновна
Се́да Гурге́новна Тутхаля́н (род. 15 июля 1999 года, Гюмри, Армения) — российская гимнастка, серебряный призёр Олимпиады 2016 года, чемпионка юношеских Олимпийских игр 2014 года в абсолютном первенстве и на разновысоких брусьях, победительница и призёр Европейских игр 2015 года в Баку. Заслуженный мастер спорта России. Мастер спорта России международного класса (2015).

## Биография
Седа Тутхалян родилась 15 июля 1999 года в Гюмри, в семье известного советского самбиста Гургена Тутхаляна. Вскоре после рождения вместе с семьёй переехала в Москву, где в возрасте 7 лет начала заниматься спортивной гимнастикой под руководством Марины Ульянкиной.
В 2013 году на первенстве России она выиграла золото в команде, индивидуальном многоборье, опорном прыжке и на брусьях, а также завоевала бронзу в вольных упражнениях. Позже, на турнире «Олимпийские надежды» завоевала золото в командных соревнованиях и серебро в многоборье и вольных упражнениях. Её дебют на международной арене состоялся зимой того же года на всемирной гимназиаде в Бразилии, где она выиграла командное золото, бронзу в вольных упражнениях, заняла четвёртое место на бревне, пятое в многоборье и опорном прыжке, стала восьмой на брусьях.
В 2014 году на первенстве России Седа выиграла многоборье, а также опорный прыжок и брусья. На европейском первенстве среди юниоров выиграла золото в составе сборной России, в личных видах выступила неудачно, не завоевав ни одной медали. По результатам отборочных соревнований была выбрана для участия в юношеской Олимпиаде в Нанкине и выиграла золото в абсолютном первенстве. В финалах отдельных видов завоевала две медали - золото на разновысоких брусьях и серебро в вольных упражнениях.
С 2015 года начала привлекаться в состав национальной сборной России. На Европейских играх в Баку стала чемпионкой в командных соревнованиях и серебряным призёром в опорном прыжке. На чемпионате мира в Глазго выступила менее удачно, заняв 4 место в командных соревнованиях, 6-е в упражнениях на бревне и 15-е в индивидуальном многоборье.
4 июня 2016 года Седа в составе женской сборной России (Алия Мустафина, Ксения Афанасьева, Ангелина Мельникова, Дарья Спиридонова и Седа Тутхалян) стала чемпионкой Европы в командных выступлениях на Чемпионате Европы в Берне (Швейцария)

## Награды

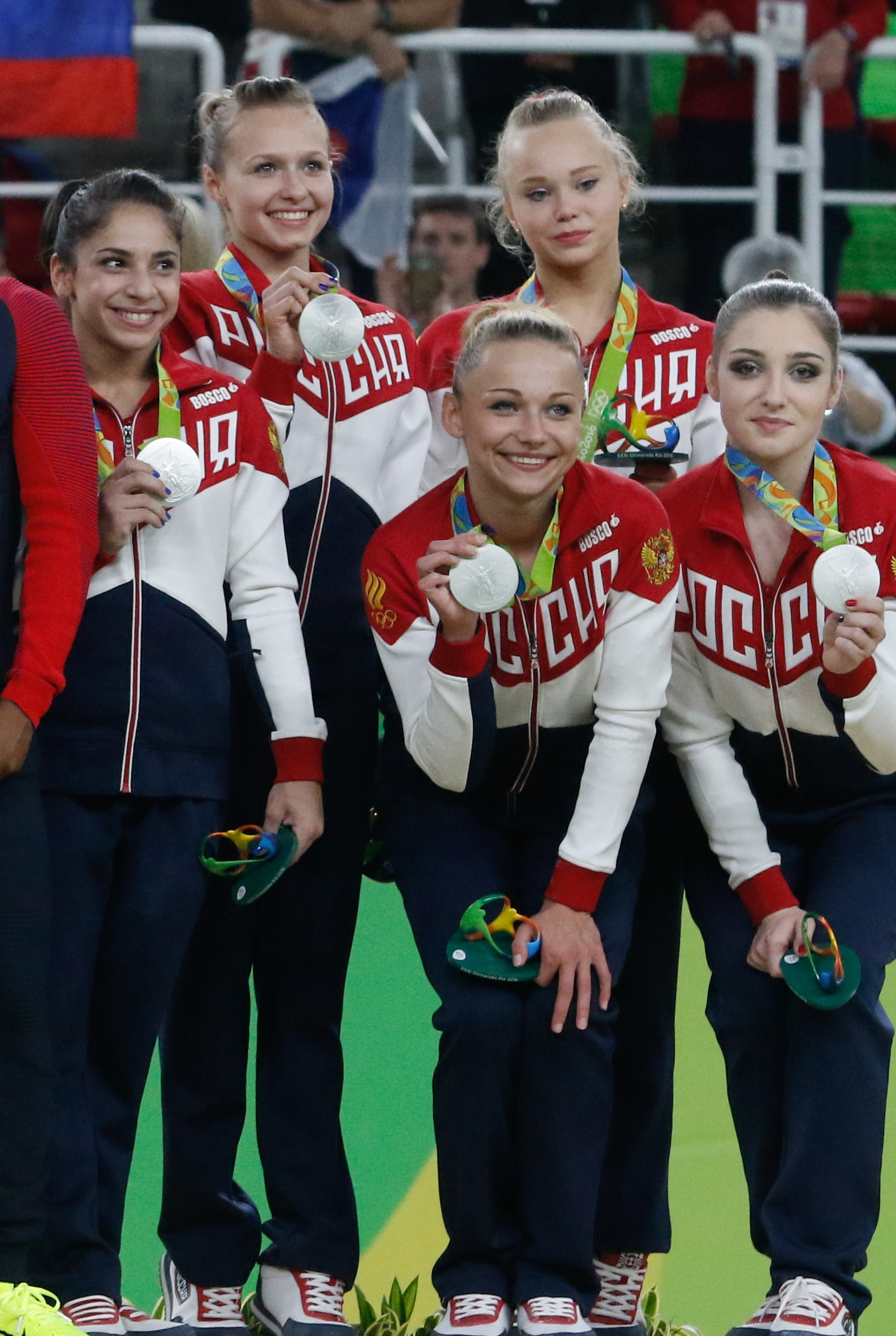
Седа Тутхалян (крайняя слева) на церемонии награждения в Рио-де-Жанейро

- Медаль ордена «За заслуги перед Отечеством» I степени (25 августа 2016 года) — за высокие спортивные достижения на Играх XXXI Олимпиады 2016 года в городе Рио-де-Жанейро (Бразилия), проявленные волю к победе и целеустремлённость, большой вклад в развитие отечественного спорта[8].

## Соревнования
| Год  | Турнир                           | Команда | Многоборье | Опорный Прыжок | Разновысокие Брусья | Бревно | Вольные Упражнения |
| ---- | -------------------------------- | ------- | ---------- | -------------- | ------------------- | ------ | ------------------ |
| 2012 | Первенство России (Юниоры) (КМС) |         | 12         |                |                     | 7      |                    |
| 2013 | Первенство России (Юниоры) (КМС) | 1       | 1          | 1              | 1                   | 7      | 3                  |
| 2013 | Олимпийские надежды              | 1       | 2          | 1              |                     |        | 2                  |
| 2013 | Всемирная гимназиада             | 1       | 5          | 5              | 8                   | 4      | 3                  |
| 2014 | Первенство России (Юниоры) (МС)  | 2       | 2          | 1              | 2                   | 5      | 6                  |
| 2014 | Чемпионат Европы (Юниоры)        | 1       | 7          | 4              |                     | 7      | 8                  |
| 2014 | Спартакиада                      | 1       | 1          | 1              | 3                   |        | 4                  |
| 2014 | Чёрное море                      |         | 9          |                | 2                   | 1      | 1                  |
| 2014 | Юношеские Олимпийские игры       |         | 1          | 5              | 1                   | —      | 2                  |
| 2015 | Чемпионат России                 | 2       | 3          | 3              | 6                   | 3      | 6                  |
| 2015 | Европейские игры                 | 1       |            | 2              |                     | 5      |                    |
| 2015 | Кубок России                     | 1       | 2          | 2              | 2                   |        | 4                  |
| 2015 | Чемпионат мира                   | 4       | 15         |                |                     | 6      |                    |
| 2015 | Кубок Михаила Воронина           |         |            |                |                     |        | 1                  |
| 2016 | Чемпионат России                 | 2       | 2          | 1              |                     | 8      | 8                  |
| 2016 | Чемпионат Европы                 | 1       |            |                |                     |        |                    |
|      | Олимпийские игры                 | 2       |            |                |                     |        |                    |

## Результаты
| Год  | Турнир                     | Место проведения | Вид программы        | Место - финал        | Оценка - финал | Место - Квалификация | Оценка - Квалификация |
| ---- | -------------------------- | ---------------- | -------------------- | -------------------- | -------------- | -------------------- | --------------------- |
| 2014 | Юношеские олимпийские игры | Нанкин           | Многоборье           | 1                    | 54.900         | 1                    | 53.650                |
| 2014 | Юношеские олимпийские игры | Нанкин           | Опорный прыжок       | 5                    | 13.816         | 3                    | 14.300                |
| 2014 | Юношеские олимпийские игры | Нанкин           | Разновысокие брусья  | 1                    | 13.575         | 3                    | 13.000                |
| 2014 | Юношеские олимпийские игры | Нанкин           | Бревно               | Не квалифицировалась | —              | 9                    | 12.900                |
| 2014 | Юношеские олимпийские игры | Нанкин           | Вольные упражнения   | 2                    | 13.733         | 3                    | 13.150                |
| 2015 | Европейские игры           | Баку             | Командное первенство | 1                    | 116.897        |                      |                       |
| 2015 | Европейские игры           | Баку             | Многоборье           | 15                   | 55.432         | 2                    | 57.332                |
| 2015 | Европейские игры           | Баку             | Опорный прыжок       | 2                    | 14.683         | 2                    | 14.466                |
| 2015 | Европейские игры           | Баку             | Разновысокие брусья  | Не квалифицировалась | —              | 6                    | 14.166                |
| 2015 | Европейские игры           | Баку             | Бревно               | 5                    | 13.566         | 1                    | 14.600                |
| 2015 | Европейские игры           | Баку             | Вольные упражнения   | Не квалифицировалась | —              | 9                    | 13.600                |
| 2015 | Чемпионат мира             | Глазго           | Командное первенство | 4                    | 171.964        | 2                    | 231.437               |
| 2015 | Чемпионат мира             | Глазго           | Многоборье           | 15                   | 55.432         | 7                    | 56.599                |
| 2015 | Чемпионат мира             | Глазго           | Опорный прыжок       | Не квалифицировалась | —              | 9                    | 14.816                |
| 2015 | Чемпионат мира             | Глазго           | Разновысокие брусья  | Не квалифицировалась | —              | 20                   | 14.066                |
| 2015 | Чемпионат мира             | Глазго           | Бревно               | 6                    | 13.500         | 5                    | 14.533                |
| 2015 | Чемпионат мира             | Глазго           | Вольные упражнения   | Не квалифицировалась | —              | 83                   | 13.100                |